# Isoritmie
Isoritmie, ook isoritmiek, (Oudgrieks: ἴσος (isos), gelijk en ῥυθμός (rhythmos), regelmatig herhaalde beweging) is een vormeigenschap van motetten in de 14e en 15e eeuw. De genoemde termen stammen niet uit die tijd, maar zijn moderne benamingen die in het begin van de 20e eeuw werden bedacht door Friedrich Ludwig.
Bij isoritmie wordt een ritmische structuur in gedeelten herhaald, waarbij de toonhoogte in de regel verandert. Het zich herhalende ritmische model wordt de talea (Oudfrans taille, afsnijding) genoemd, en komt normaal gesproken overeen met de strofegewijze opbouw van de tekst. Dit model hoeft niet altijd strikt in alle stemmen gevolgd te worden, maar komt vooral voor in de cantus firmus, dus bij de tenor en de countertenor. Het overeenkomstige melodische gedeelte heet de color (Latijn: color, kleur). In de isoritmische motetten van de 14de en 15de eeuw, die als hoogtepunt van de ars nova gelden, worden taleae en colores niet exact als zodanig gebruikt, maar worden de melodische en ritmische fasen ten opzichte van elkaar verschoven van en overlappen zij elkaar. In meerdelige motetten verschijnen in de laatste delen vaak diminuties en maatwisselingen in de bovenstem.
Dit type van isoritmie is op uitgesproken wijze aanwezig in de motetten van Guillaume de Machaut. 
De uitvinding van de techniek wordt echter meestal de Ars Nova-componist Philippe de Vitry toegeschreven, maar in de vroege veertiende eeuw was het "noch de uitvinding van Philippe de Vitry, noch uitsluitend zijn domein". De isoritmische constructie werd vaak gevarieerd door het gebruik van strenge of vrije ritmische diminutie in de herhaling van de color.
Een voorloper van de isoritmie, waarbij de talea enkel in de tenorstem wordt herhaald, is de isoperiodiek' van de motetten van de Ars Antiqua. De andere stemmen hebben echter dezelfde ritmische tijdseenheden als de tenor. 

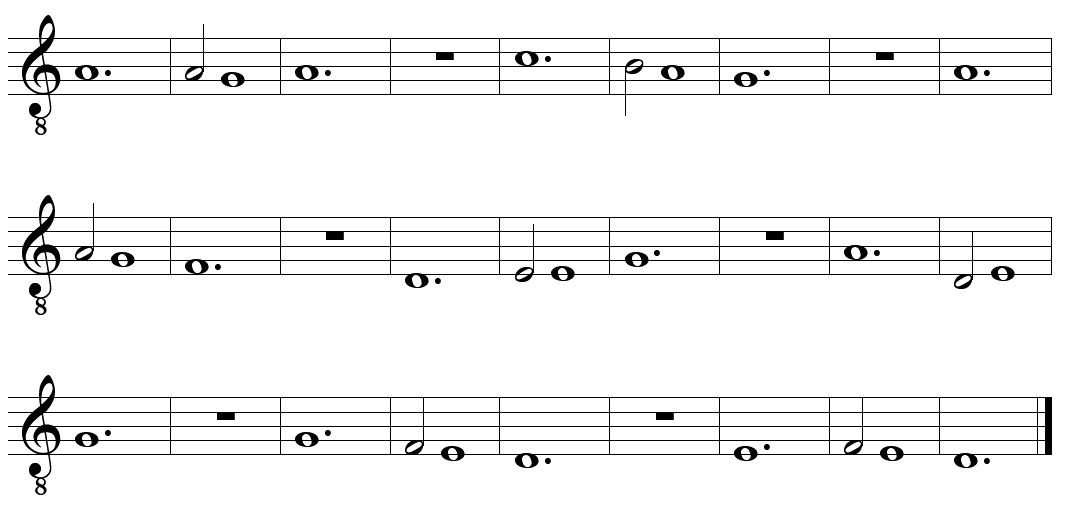
Isoritmische Tenor uit het eerste gedeelte van het Kyrie van de mis van Guillaume de Machaut (circa 1360). Op de color die de volledige frase van 28 noten omvat, is de talea 7 keer toegepast.

Behalve in verband met de motetten van de middeleeuwen wordt het begrip ook aangewend in de Indische muziek en in de muziek van moderne componisten zoals Alban Berg, Olivier Messiaen en John Cage. Ook door Anton Webern, Igor Stravinsky en Witold Lutosławski werd de isoritmie in een aantal composities opnieuw toegepast.
De begrippen "isoritmie" en "isoperiodiek" zijn moderne benamingen, die pas in 1904 door Friedrich Ludwig werden bedacht om er de 14e- en 15e-eeuwse praktijk van de polyfone motetten mee te beschrijven.

## Voetnoten
1. ↑  Hoppin, 1978, p.363

## Bron
- Hoppin, Richard H. (1978). Medieval Music. New York: W.W. Norton & Co. ISBN 0-393-09090-6.